# Oogstwagen

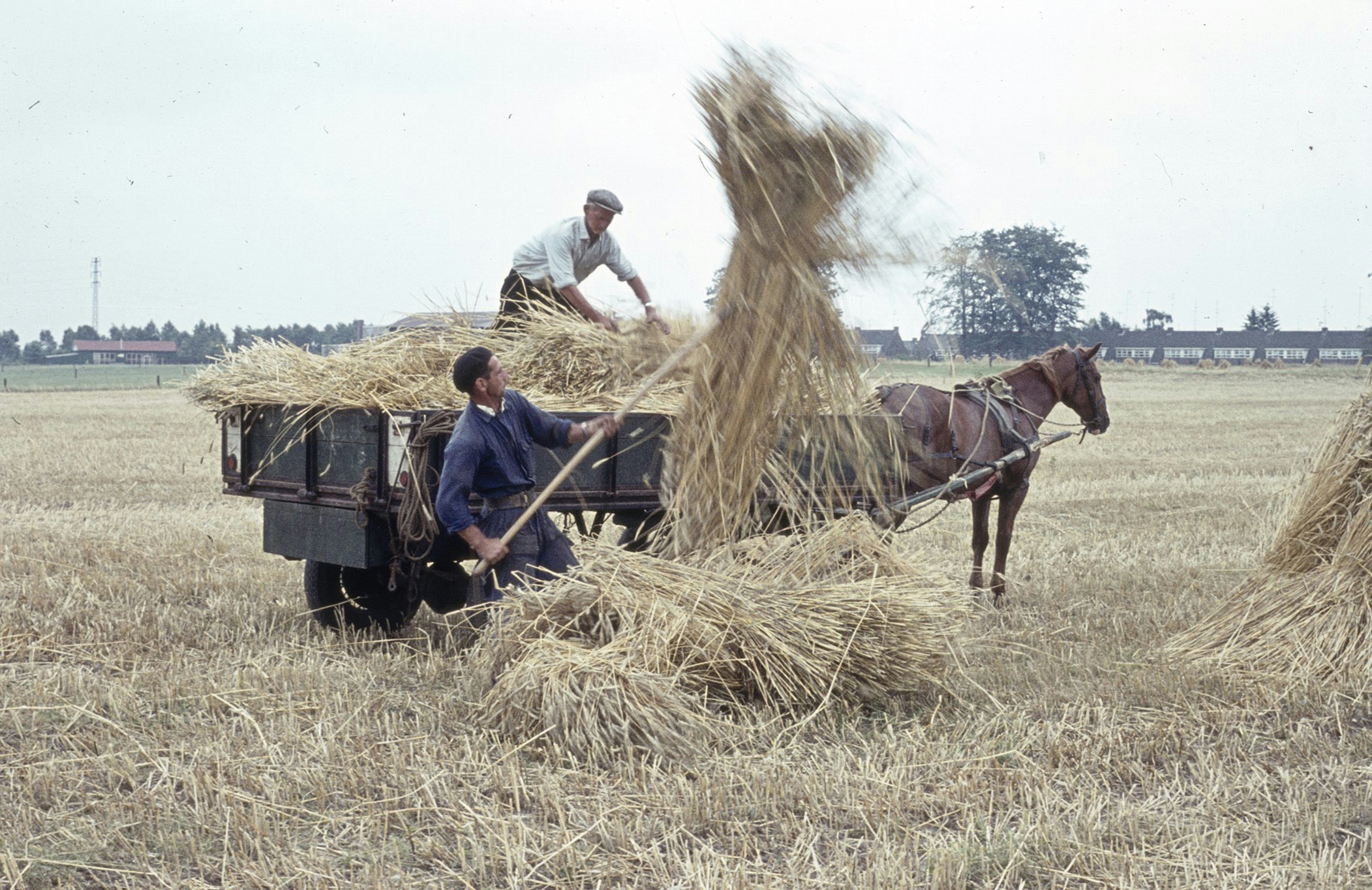
Graanoogsten in Nederland

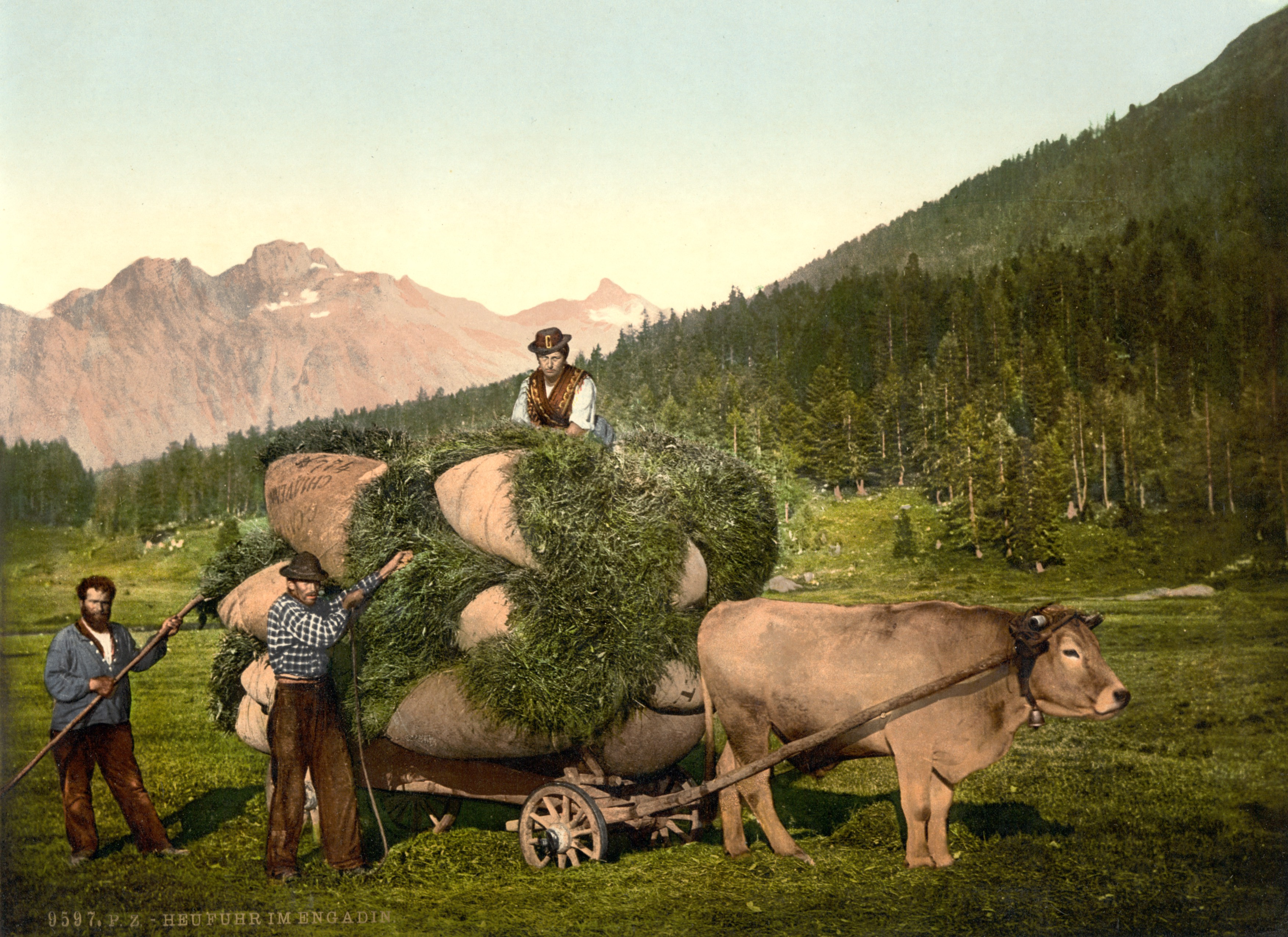
Hooien in Engadin

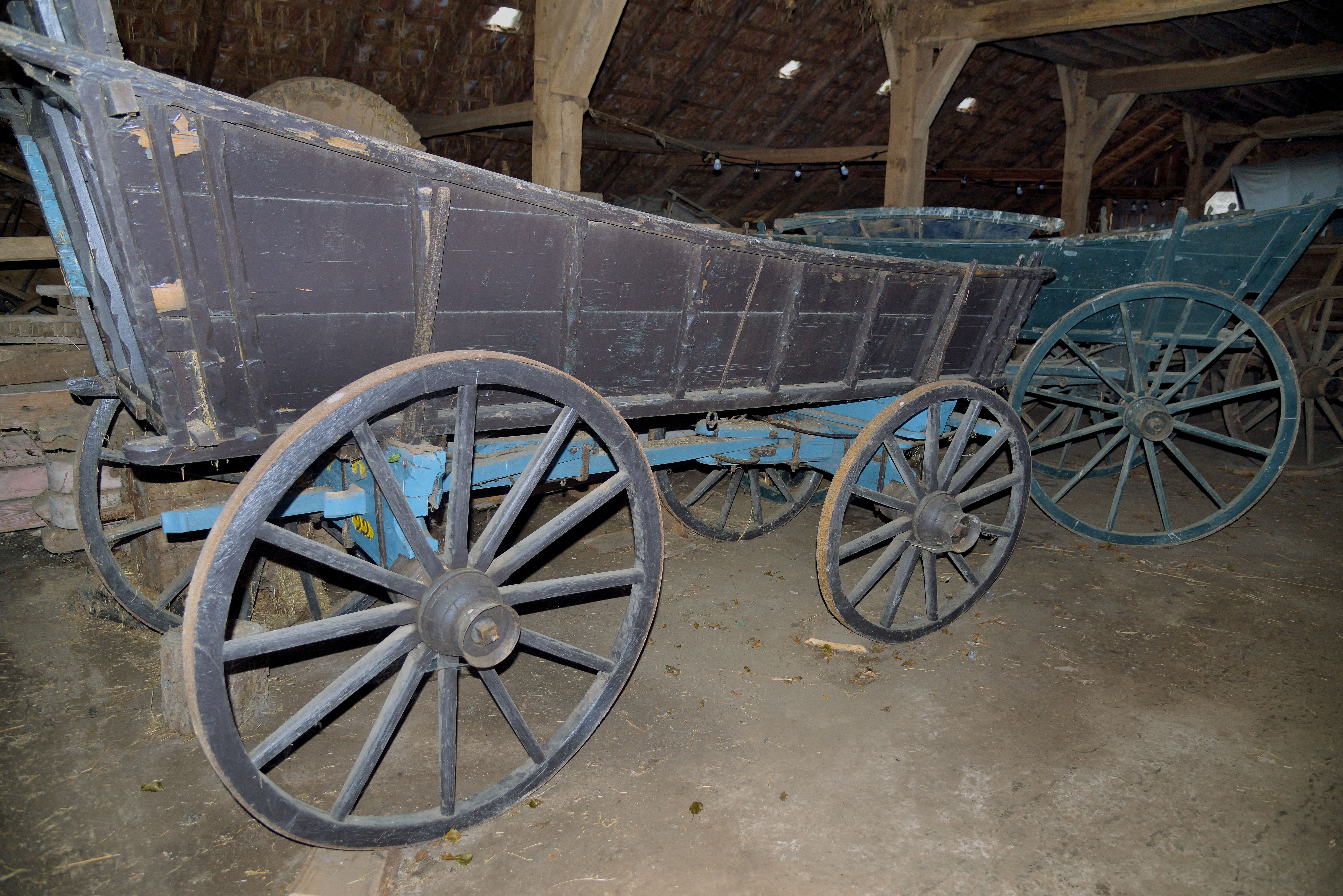
Oogstwagen in museum Erven Kots

Een oogstwagen is een specifieke landbouwwagen of kar die in de landbouw wordt gebruikt om de oogst binnen te halen.
De oorsprong van een oogstwagen gaat terug op een platte en/of open houten wagen die voornamelijk werd gebruikt voor het binnenhalen van de oogst, zoals graan en hooi en werd voorgetrokken door paarden of ossen, vergelijkbaar met een boerenkar. Deze wagens werden, afhankelijk van de vorm, ook wel gebruikt als vervoermiddel, met name op het platteland, vergelijkbaar met een huifkar, waar een huif, meestal met dekzeil, op de wagen is bevestigd.
Met de komst van rails werden er op het platteland vaker korte rails aangelegd waarop de lorrie gebruikt werd en eveneens de komst van tractor zorgde voor veranderingen. Er ontstonden platte landbouwwagens die een groter volume kunnen vervoeren en zijn vaak gemaakt van staal. Deze wagens zijn feitelijk de opvolgers van de houten wagens maar worden over het algemeen niet meer als oogstwagens geduid omdat ze vaak ook voor andere zaken worden gebruikt. In de loop van de twintigste eeuw begon men wagens te ontwikkelen voor een specifieke oogst, met name bij groenten binnen te halen, die op grotere schaal worden geteeld en geoogst. Deze wagens worden vooral of zelfs alleen specifiek gebruikt bij de oogst.
Bij het hooien werden opraapwagens ontwikkeld. Bij de bloemkool of sla-oogst is er sprake van van een oogstwagen met een stalen constructie erop waarop een dekzeil is bevestigd die bij het oogsten aan een kant open kan en bij vervoer dicht kan. In onder meer kassen van de glastuinbouw zijn later zelfrijdende oogstwagens ontwikkeld. Ook zijn er rooimachines ontwikkelt waarbij de wagen een zogenoemde bunkerwagen is geworden waarin de oogst terechtkomt, zoals bij de oogst van suikerbieten en een maaidorser waarmee het graan wordt geoogst om vervolgens in een bunkerwagen wordt gestort.
De kleinere vormen van een oogstwagen, die voornamelijk in de glastuinbouw en schuren worden gebruikt wordt meestal een oogstkar genoemd, en soms wordt ook gebruik gemaakt van een bolderkar-achtige wagen, zoals bij pompoenen waarbij de consument zelf een aantal gekozen pompoenen kan vervoeren vanaf het veld.